# Елевтерије Кувикуларије
Преподобни Елевтерије Кувикуларије је византијски хришћански мученик и светитељ. 
Рођен је у Цариграду. Био је из властелинске породице. Као млад се крстио и примио хришћанство. Када је открио цару да је хришћанин и да има подземну богомољу којој је приносио Христу свеноћна бдења, мучећи своје  тело постом, цар се разгневио и  наредио да му га доведу. Када је дошао пред цара, овај га је упитао: "Зашто си нас напустио, Елевтерије, толико времена презревши нашу велику љубав и моје царске дворове"? Елевтерије је одговорио: "Имајући, о царе, тело моје измучено честим болестима, хтео сам да искористим погодно место за повраћање мога здравља". Цар му је на то рекао: "А зашто сам уживаш благодети чистога ваздуха и дивног оног места? или би можда желео да уживамо и ми с тобом ова добра"? А светитељ на то ништа не одговори. 
Предвече прешавши цар реку Сагар, кренуо је ка кући светога Елевтерија, видевши скривени улаз, преко њега открио је рупу направљену у виду бунара, кроз коју сишавши нађе хришћански храм. Тамо је нашао Елевтерија и покушао да га убеди да се одрекне хришћанства и врати паганству. Пошто је свети ово одбио наредио је да му одсеку главу, а његово свето тело да баце псима и птицама. Светитељево тело нашао је неки побожни и богољубиви хришћанин, у чину свештенства, који га је помазавши га мирисима, сахрани.
Православна црква прославља светог Елевтерија 15.(28.) децембра.